# Rhingia creutzburgi
Rhingia creutzburgi är en tvåvingeart som beskrevs av Claussen och Weipert 2003. Rhingia creutzburgi ingår i släktet näbblomflugor, och familjen blomflugor.
Artens utbredningsområde är Nepal. Inga underarter finns listade i Catalogue of Life.